# Joey Logano
Joseph Thomas „Joey“ Logano (* 24. Mai 1990 in Middletown, Connecticut) ist ein US-amerikanischer NASCAR-Rennfahrer. Er fährt den Nr. 22 Ford Mustang für Team Penske in den NASCAR Cup Series. Er fuhr ebenfalls in der Xfinity Series und der Craftsman Truck Series.
Logano ist dreimaliger Sieger der Cup Series (2018, 2022 und 2024) und hält den Rekord als jüngster Fahrer, der je ein Rennen in dieser Rennserie gewinnen konnte.

## Karriere

### Frühe Jahre

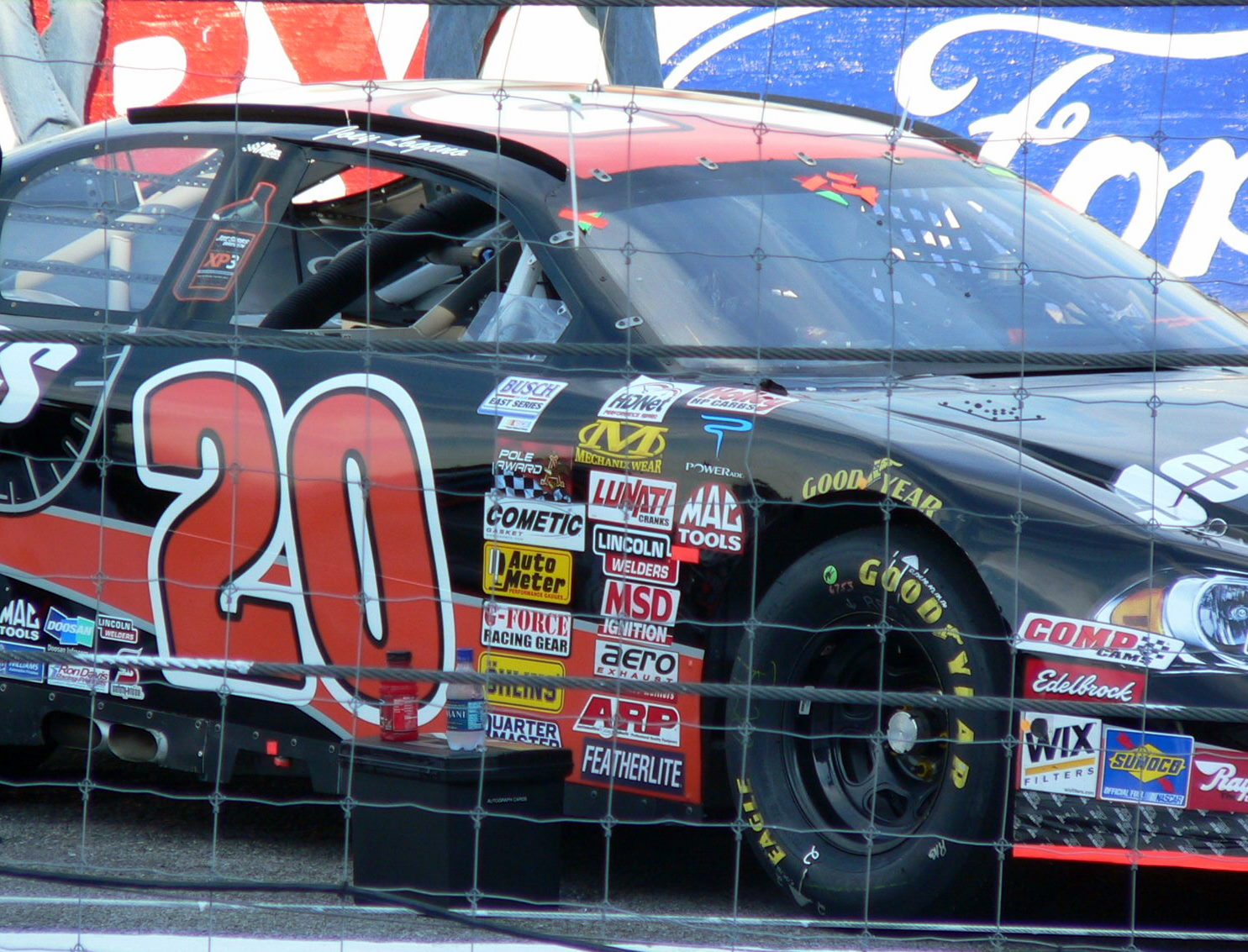
Loganos Rennwagen in der Busch East Series 2007

Joey Logano begann seine Rennfahrer-Karriere bereits im Alter von sieben Jahren in kleinen Fahrzeugen, die einem Go-Kart ähneln und „Quarter Midget“ heißen. Er fuhr auch viele Jahre in diversen „Stockcar“-Modellen und verbrachte einige Jahre damit an „Late Model“-Meisterschaften auf asphaltierten Ovalen teilzunehmen.
Im Jahre 2005 fuhr er ein Rennen in der FASCAR Pro Truck Series, einer Oval-Rennserie. Er startete das Rennen vom ersten Platz und kam auf dem zweiten Platz ins Ziel. Im selben Jahr war er auch in der USAR Hooters Procup Series aktiv, wo er sieben Rennen in der Northern Division, zwei Rennen in der Southern Division und fünf Rennen in der Championship Series fuhr. Er gewann dabei einmal in der Northern Division. Auch in der Saison 2006 blieb er in der USAR Hooters Procup Series und gewann dabei zweimal im South Georgia Motorsports Park. Außerdem war er der beste Fahrer des GM Racing Development Driver Evaluation-Programms, was ihm einen Platz bei Joe Gibbs Racing einbrachte.
In der Saison 2007 war Logano für Joe Gibbs Racing in der NASCAR Busch East Series aktiv. Er gewann in der Saison fünf Rennen. Unter anderem auch das Rennen auf dem Iowa Speedway, das Featherlite Coaches 200, in dem der Sprint-Cup-Fahrer Kevin Harvick als Gastpilot antrat. Kevin Harvick beendete das Rennen auf dem zweiten Rang. Joey Logano gewann die Meisterschaft und war damit der jüngste NASCAR Busch East Series-Champion aller Zeiten.
Er gewann den Toyota All-Star Showdown, der vom 19. bis 20. Oktober 2007 auf dem Irwindale Speedway stattfand. Der Toyota All-Star Showdown ist ein Rennen für die besten Fahrer der niedrigeren NASCAR-Rennklassen und somit für junge Fahrer die beste Möglichkeit ihr Talent zu beweisen. Am 4. Mai 2008 gewann er sein Debüt-Rennen in der ARCA Racing Series, das Carolina 500 auf dem Rockingham Speedway.

### Nationwide Series

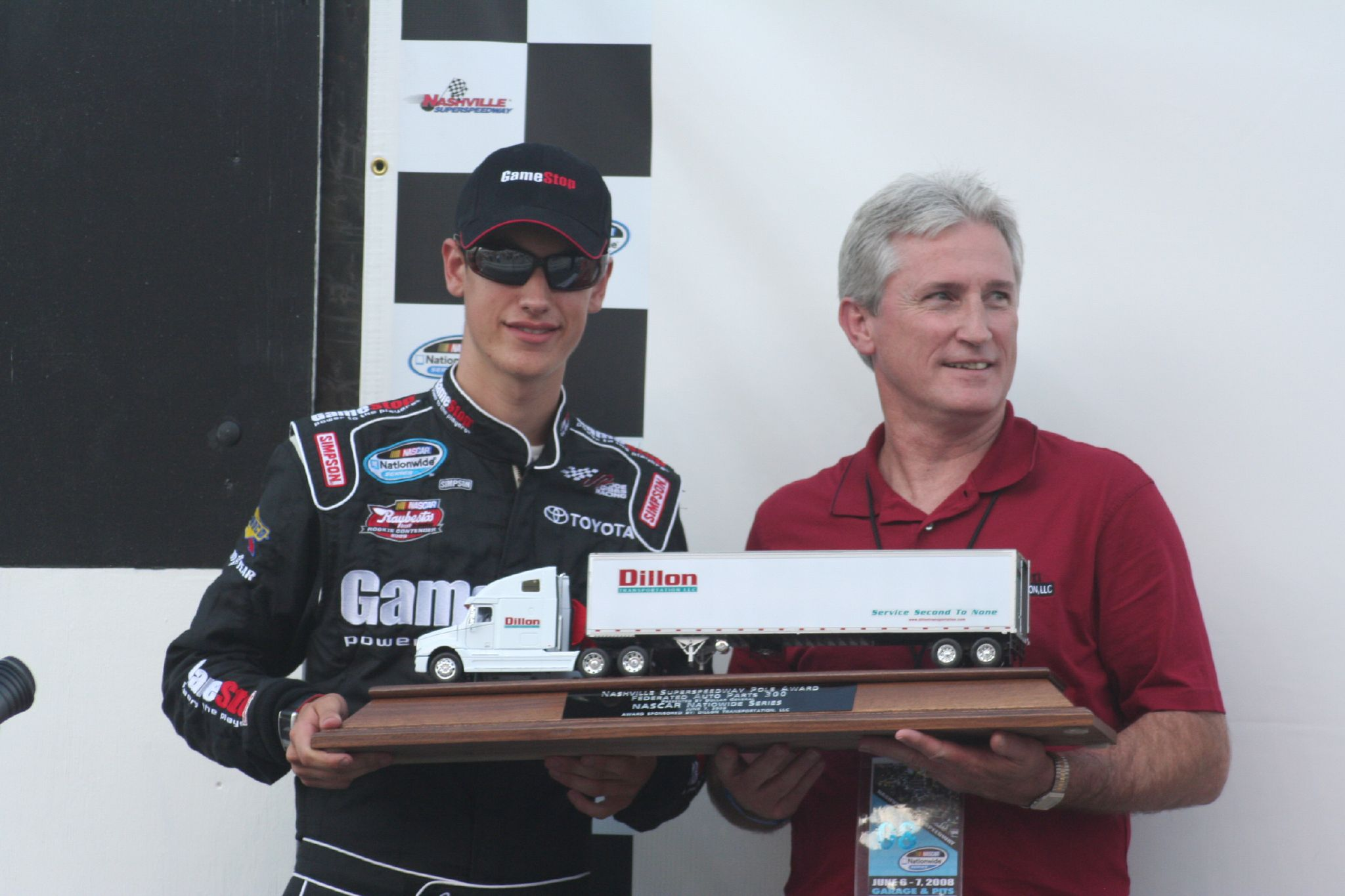
Logano bei der Überreichung der Trophäe für die erzielte Pole-Position beim Federated Auto Parts 300 in Nashville im Jahre 2008.

Sein Debüt in der Nationwide Series feierte er am 31. Mai in der Saison 2008 beim Heluva Good! 200 auf dem Dover International Speedway in der Startnummer 20 für Joe Gibbs Racing, nachdem er wenige Tage zuvor mit seinem 18. Geburtstag die Voraussetzungen erfüllt hatte, an nationalen Serien der NASCAR teilnehmen zu dürfen. Nachdem er von Startplatz neun ins Rennen gegangen war, beendete er es auf dem sechsten Rang. Bereits in seinem zweiten Rennen sicherte er sich beim Federated Auto Parts 300 auf dem Nashville Superspeedway die Pole-Position.
Mit 18 Jahren und 21 Tagen holte er in seinem dritten Nationwide-Series-Rennen seinen ersten Sieg. In New England wurde er wie schon vor Saisonbeginn bekannt durch Tony Stewart ersetzt. Weiter fuhr er die Rennen in Daytona und Chicagoland nicht. Am 21. Juni startete er auf der Milwaukee Mile beim Camping World RV Rental 250 und wurde Zweiter, ebenso wie am 19. Juli auf dem Gateway International Raceway beim Missouri-Illinois Dodge Dealers 250. Insgesamt erzielte er in den 19 Rennen, in denen er an den Start ging, neben einem Sieg auch 14 Top-10-Platzierungen und drei Pole-Positionen und beendete die Saison auf Platz 20 in der Meisterschaft.
Auch in der Saison 2009 geht er für Joe Gibbs Racing in der Nationwide Series an den Start. Im sechsten Saisonrennen, dem Nashville 300 auf dem Nashville Superspeedway feierte er den ersten Sieg der Saison. Ein weiterer Sieg gelang ihm beim Meijer 300 auf dem Kentucky Speedway am 13. Juni. Bei Saisonhalbzeit nach dem 16. von insgesamt 35 Rennen lag er Platz fünf in der Meisterschaft und hatte bis dahin acht Platzierungen innerhalb der Top-5, darunter je zwei zweite und dritte Plätze, sowie drei Pole-Positionen erzielt.

### Cup Series

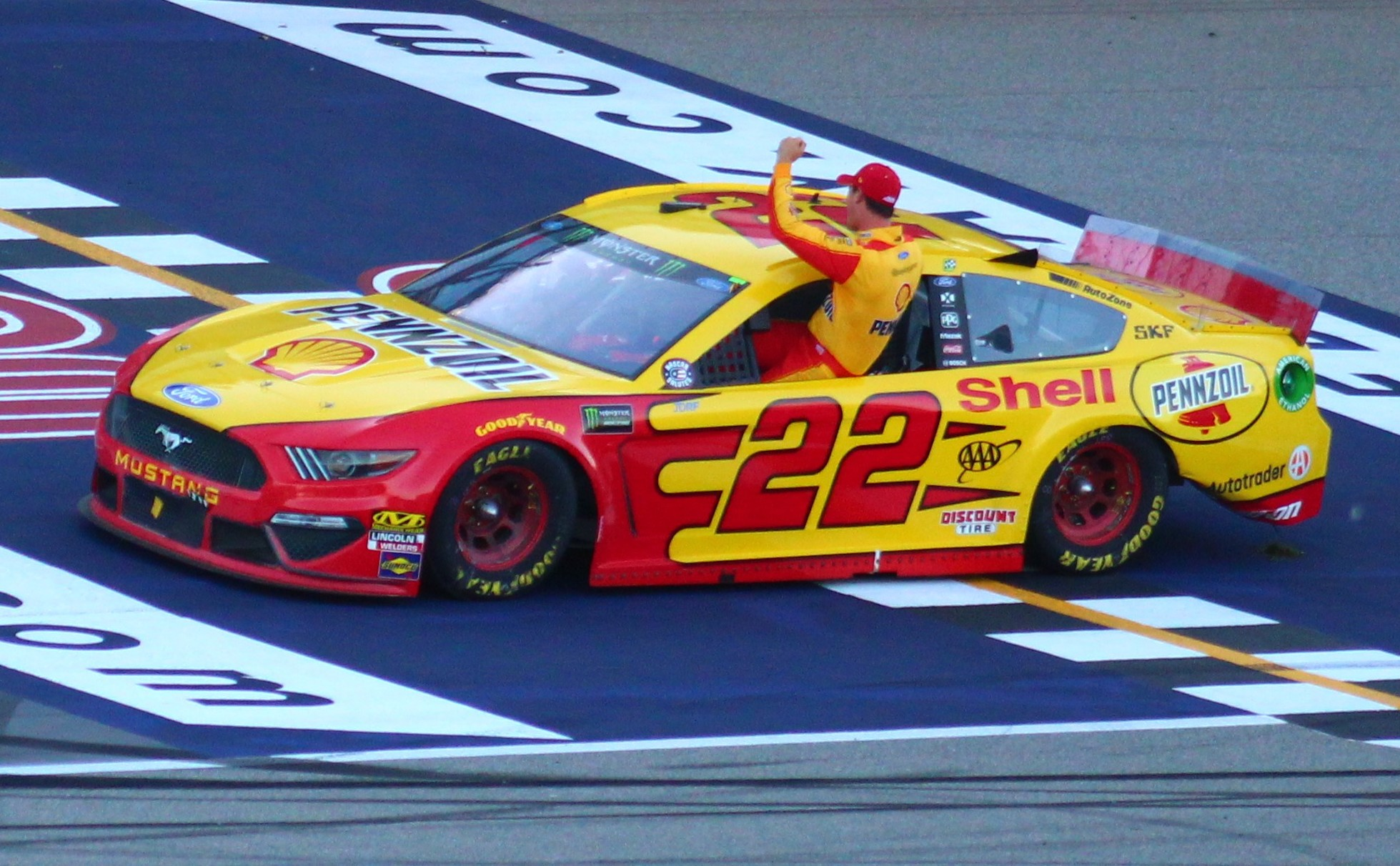
Logano nach seinem Sieg beim FireKeepers Casino 400 2019.

Sein Sprint-Cup-Debüt sollte Logano ursprünglich beim Chevy Rock and Roll 400 der Saison 2008 auf dem Richmond International Raceway in der Startnummer 02 für Joe Gibbs Racing geben. Wegen schlechter Wetterbedingungen durch Ausläufer von Hurrikan Hanna musste das Qualifying abgesagt werden und die Startaufstellung wurde anhand der Owner Points bestimmt, wodurch Logano nicht für das Rennen qualifiziert war.
Anschließend absolvierte er zwei Rennen in der Startnummer 96 für Hall of Fame Racing beim Sylvania 300 auf dem New Hampshire Motor Speedway und beim Camping World RV 400 auf dem Kansas Speedway. Gegen Ende der Saison konnte er sich mit der Startnummer 02 für Joe Gibbs Racing für das Dickies 500 auf dem Texas Motor Speedway qualifizieren und nahm entsprechend am Rennen teil. Da er in dieser Saison nur an drei Rennen teilnahm, behielt er für die Saison 2009 den Rookie-Status und die Möglichkeit zum Gewinn des NASCAR Rookie of the Year Award.
Seit der Saison 2009 fährt er die Startnummer 20 bei Joe Gibbs Racing, die er von Tony Stewart übernahm, der seit dem Saisonwechsel in seinem eigenen Team, Stewart-Haas Racing, fährt. Da das Team sich am Ende der Saison 2008 innerhalb der Top-35 der Owner’s Points platziert hatte, besaß Logano den Vorteil, automatisch für die ersten sechs Saisonrennen unabhängig vom Ausgang des Qualifyings qualifiziert zu sein. Die Saison begann mit dem 43. und zugleich letzten Platz beim Daytona 500, als er nach 79 Runden nach einem Unfall ausschied. Außer einem 13. Platz beim dritten Saisonrennen, dem Shelby 427 auf dem Las Vegas Motor Speedway erzielte Logano in den ersten acht Rennen ausschließlich Platzierungen außerhalb der Top-20. Sein erstes Top-10-Resultat erzielte er beim Aaron’s 499 auf dem Talladega Superspeedway mit einem neunten Platz. Seit diesem Zeitpunkt erzielte Logano bis auf wenige Ausnahme Platzierungen innerhalb der Top-20. Im 17. Saisonrennen, dem Lenox Industrial Tools 301 auf dem New Hampshire Motor Speedway holte er seinen ersten Sieg im Sprint Cup. Damit ist er mit 19 Jahren, 1 Monat und 4 Tagen der jüngste Fahrer, der je ein Rennen in der Serie gewinnen konnte. Als bester Neuling sicherte sich Logano den Rookie of the Year Award. Er beendete die Saison auf Platz 20 der Gesamtwertung.

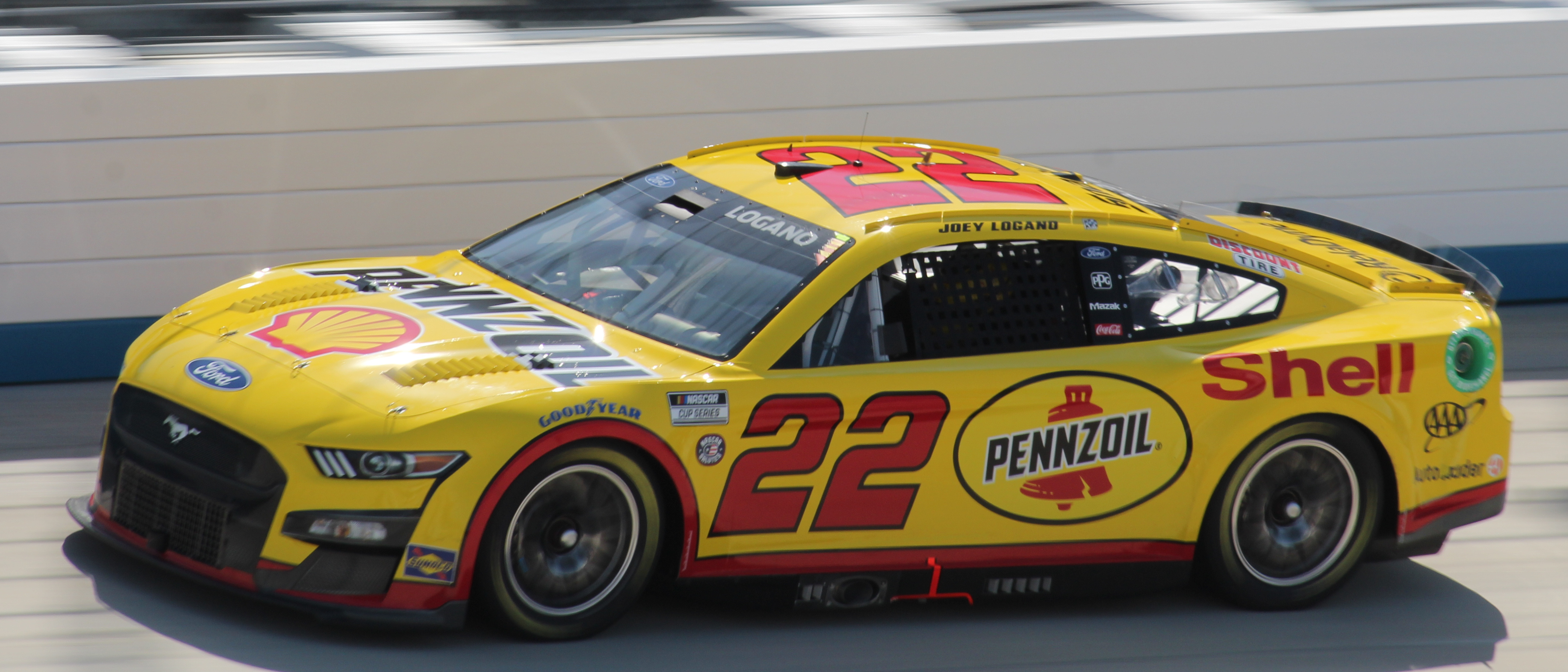
Logano bei einem Rennen im Jahr 2022.

2018 wurde Logano mit zwei Saisonsiegen NASCAR Cup Series-Champion und der dritte Champion aus dem Nordosten nach Bill Rexford und Martin Truex junior sowie der erste aus Neuengland.
2022 begann Logano die Saison mit dem Sieg beim Busch Light Clash 2022 im Coliseum. Er erzielte seinen ersten Saisonsieg in Darlington, indem er William Byron zwei Runden vor Schluss an die Wand stieß, was sowohl Byron als auch das Publikum verärgerte. Logano erzielte beim ersten Gateway-Rennen seinen zweiten Saisonsieg. In den Playoffs gewann er in Las Vegas und erreichte die Championship 4, bevor er in Phoenix gewann und seine zweite Cup Series-Meisterschaft gewinnen konnte.